# Francesco Foscari

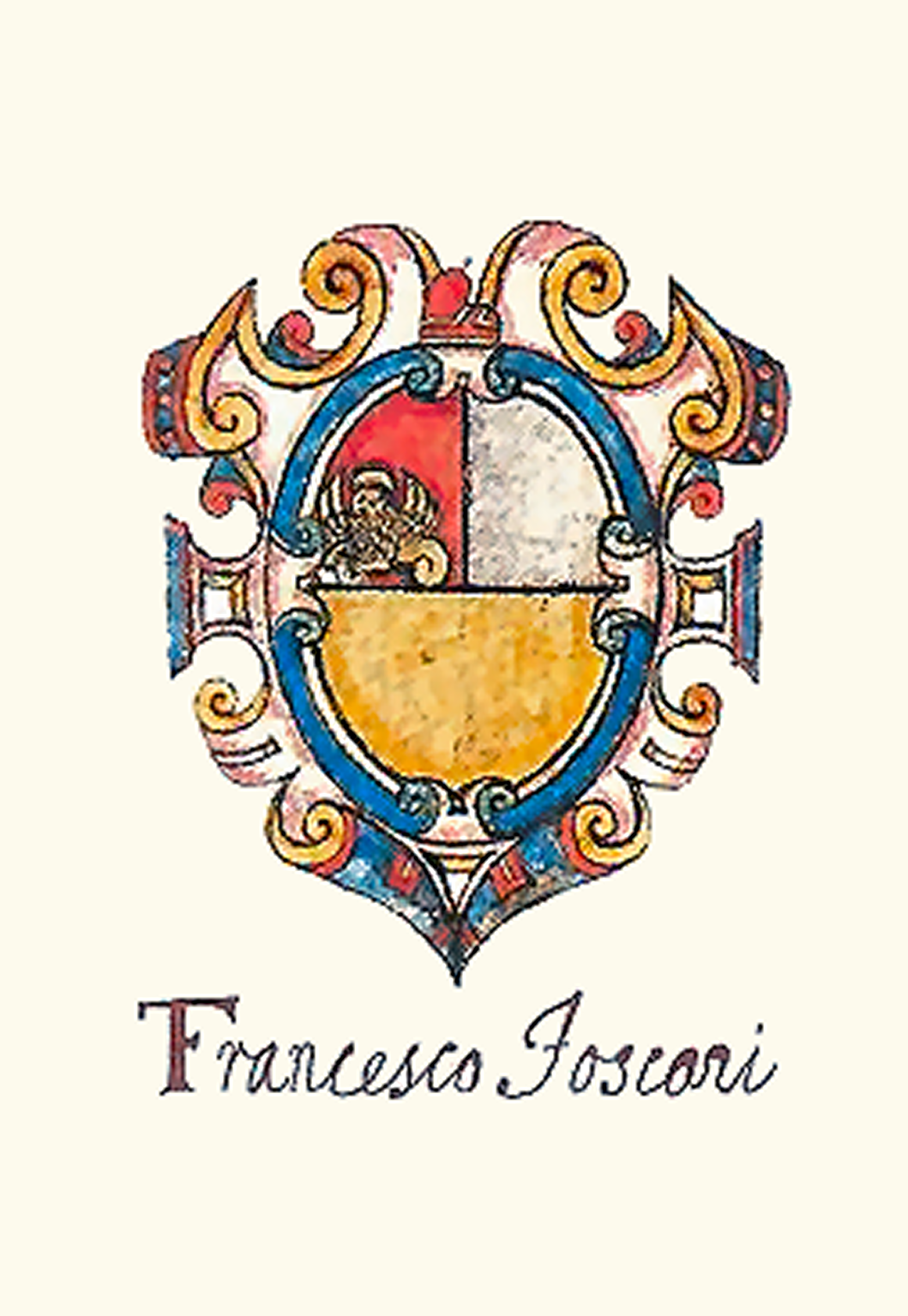
Stema Veneţiei pe timpul lui Francesco Foscari

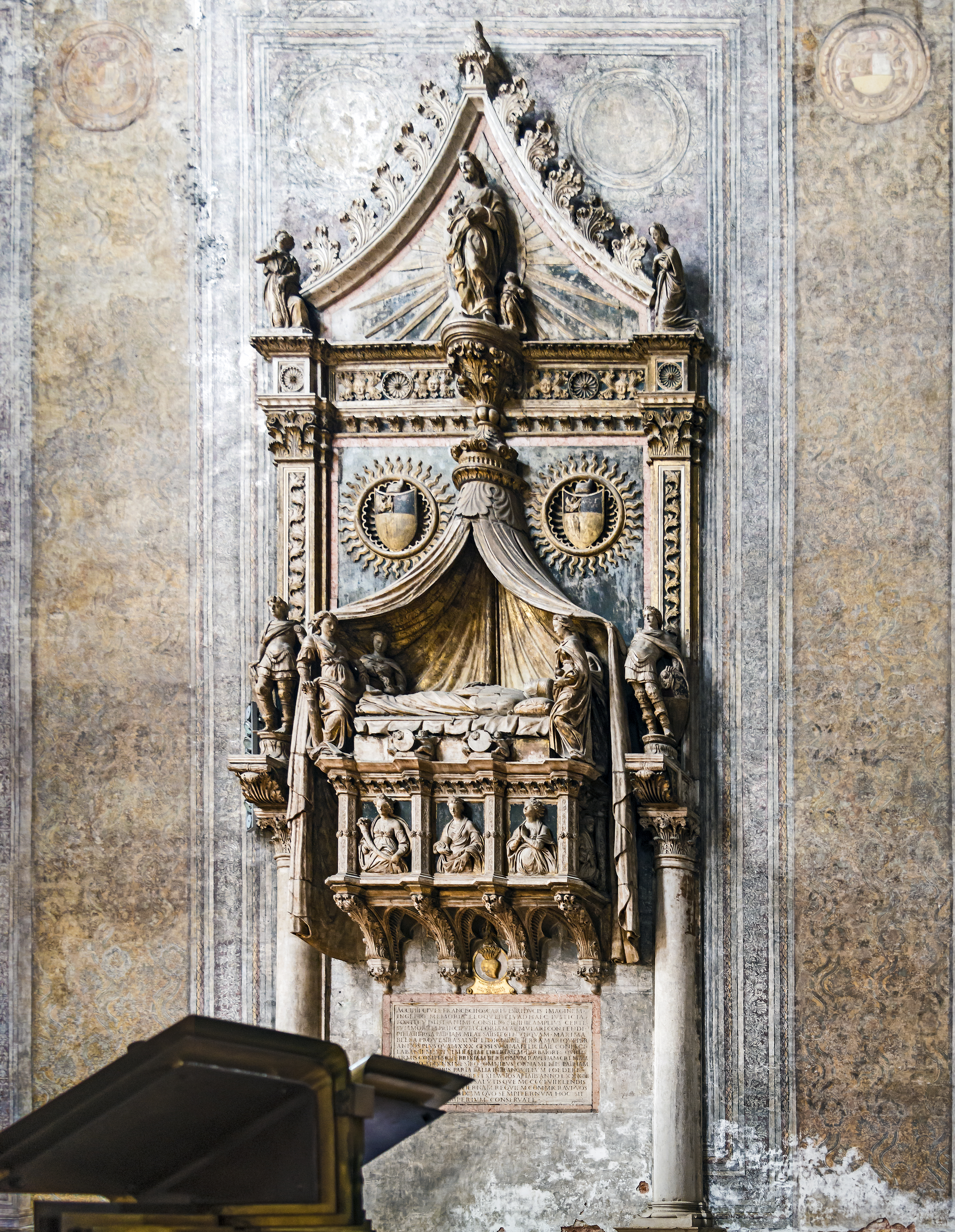
Mormântul lui.

Francesco Foscari (n. 19 iunie 1373, Veneția, Republica Veneția – d. 1 noiembrie 1457, Veneția, Republica Veneția) a fost doge al Veneției în perioada cuprinsă între 1423 până la 1457, la începutul perioadei Renașterii italiene.
El a fost un membru marcant al unei vechi familii nobiliare și a deținut mai multe funcții - printre acestea fiind cele de membru al Conciliului celor 10 inchizitori (Procuratore di San Marco, avvogadore di comun), înainte a fi ales în 1423 ca doge al Veneției.
1. ↑  Francesco Foscari, Autoritatea BnF
2. ↑  Autoritatea BnF, accesat în 10 octombrie 2015